# Балша Поповић
Балша Поповић (10. јун 2000) црногорски је фудбалски голман који тренутно наступа за ОФК Београд на позајмици из Црвене звезде.

## Каријера
Поповић је професионалну каријеру започео у екипи Грбља с којим је почетком 2018. године потписао професионални уговор. У другој половини исте календарске године био је уступљен Арсеналу из Тивта на двојну регистрацију. Под уговором с Грбљем био је до 2021, после чега је напустио клуб. Био је на проби у Партизану током септембра исте године. Неколико месеци касније приступио је екипи Колубаре, где је у наредном периоду углавном имао улогу резерве Дејану Станивуковићу. У Суперлиги Србије је дебитовао на гостовању Црвеној звезди у оквиру 28. кола такмичарске 2021/22. Почетком августа 2023. прешао је у ОФК Београд. Током зимске паузе у сезони 2023/24. био је на припремама са Црвеном звездом. По окончању сезоне, Поповић је с екипом ОФК Београда освојио Прву лигу Србије и допринео пласману у виши степен такмичења. Наредне сезоне је бранио на свих 37 сусрета у Суперлиги Србије. Поповић је током лета 2025. потписао трогодишњи уговор с Црвеном звездом, али је у својству позајмљеног играча остао у ОФК Београду.

## Репрезентација
Наступао је за све млађе репрезентативне узрасте Црне Горе, од кадетске до младе селекције. У септембру 2024. добио је позив селектора сениорске екипе те државе, Роберта Просинечког за утакмице у оквиру Лиге нација. На почетку квалификација за Светско првенство, у марту 2025, Просинечки је најавио да ће у том термину минутажу пред голом поделити Игор Никић и Балша Поповић. Тако је Поповић дебитовао у победи над саставом Фарских Острва, минималним резултатом.

## Статистика

### Клупска
Ажурирано 1. јуна 2025.
|                                     |          |                      |     |   |   |   |   |   |   |   |     |   |  |  |
| Грбаљ                               | 2017/18. | Прва лига Црне Горе  | 1   | 0 | 0 | 0 | — | — | — | — | 1   | 0 |  |  |
| Грбаљ                               | 2018/19. | Прва лига Црне Горе  | 2   | 0 | 0 | 0 | — | — | — | — | 2   | 0 |  |  |
|                                     |          |                      |     |   |   |   |   |   |   |   |     |   |  |  |
| Арсенал Тиват (двојна регистрација) | 2018/19. | Друга лига Црне Горе | 4   | 0 | — | — | — | — | — | — | 4   | 0 |  |  |
|                                     |          |                      |     |   |   |   |   |   |   |   |     |   |  |  |
| Грбаљ                               | 2019/20. | Прва лига Црне Горе  | 26  | 0 | 3 | 0 | — | — | — | — | 29  | 0 |  |  |
| Грбаљ                               | 2020/21. | Друга лига Црне Горе | 17  | 0 | 0 | 0 | — | — | — | — | 17  | 0 |  |  |
| Грбаљ                               | 2021/22. | Друга лига Црне Горе | 0   | 0 | — | — | — | — | — | — | 0   | 0 |  |  |
| Грбаљ                               | Укупно   | Укупно               | 46  | 0 | 3 | 0 | — | — | — | — | 49  | 0 |  |  |
|                                     |          |                      |     |   |   |   |   |   |   |   |     |   |  |  |
| Колубара                            | 2021/22. | Суперлига Србије     | 2   | 0 | — | — | — | — | — | — | 2   | 0 |  |  |
| Колубара                            | 2022/23. | Суперлига Србије     | 8   | 0 | 1 | 0 | — | — | — | — | 9   | 0 |  |  |
| Колубара                            | Укупно   | Укупно               | 10  | 0 | 1 | 0 | — | — | — | — | 11  | 0 |  |  |
|                                     |          |                      |     |   |   |   |   |   |   |   |     |   |  |  |
| ОФК Београд                         | 2023/24. | Прва лига Србије     | 34  | 0 | — | — | — | — | — | — | 34  | 0 |  |  |
| ОФК Београд                         | 2024/25. | Суперлига Србије     | 37  | 0 | 0 | 0 | — | — | — | — | 37  | 0 |  |  |
| ОФК Београд                         | Укупно   | Укупно               | 71  | 0 | 0 | 0 | — | — | — | — | 71  | 0 |  |  |
|                                     |          |                      |     |   |   |   |   |   |   |   |     |   |  |  |
| Каријера                            | Каријера | Каријера             | 131 | 0 | 4 | 0 | — | — | — | — | 135 | 0 |  |  |
|                                     |          |                      |     |   |   |   |   |   |   |   |     |   |  |  |

### Репрезентативна
Ажурирано 13. јула 2025.
| Црна Гора | Црна Гора | Црна Гора |
| Године    | Наступа   | Голова    |
| --------- | --------- | --------- |
| 2025.     | 2         | 0         |
| Укупно    | 2         | 0         |

## Трофеји, награде и признања

### Екипно
ОФК Београд
- Прва лига Србије : 2023/24.[18]

## Приватно
Балшин Брат, Стефан, такође је фудбалски голман.